# Taille-fer
Taille-fer est une série télévisée jeunesse québécoise en 36 épisodes de 25 minutes diffusée du 22 octobre 1955 au 23 juin 1956 à la Télévision de Radio-Canada.

## Synopsis
Taille-Fer est un « aventurier débonnaire » qui sort toujours victorieux des situations les plus périlleuses.
L'action est située entre 1500 et 1535, à l'époque des grandes découvertes.
« C'est ainsi que Taille-Fer sera l'un des premiers découvreurs de l'Amérique et gardera au cours des programmes remplis d'action dramatique son cœur fier et généreux et son esprit intrépide. »

## Fiche technique
- Scénarisation : Renée Normand
- Réalisation : Louis Bédard
- Société de production : Société Radio-Canada

## Distribution
- Yves Létourneau : Taille-fer
- Guy Bélanger
- Marcel Cabay
- Janine Fluet
- Paul Gauthier
- Paul Hébert